# Municipio de Rock (Minnesota)
El municipio de Rock (en inglés: Rock Township) es un municipio ubicado en el condado de Pipestone en el estado estadounidense de Minnesota. En el año 2010 tenía una población de 182 habitantes y una densidad poblacional de 1,96 personas por km².

## Geografía
El municipio de Rock se encuentra ubicado en las coordenadas 44°3′31″N 96°7′1″O / 44.05861, -96.11694. Según la Oficina del Censo de los Estados Unidos, el municipio tiene una superficie total de 92.81 km², de la cual 92,44 km² corresponden a tierra firme y (0,4 %) 0,37 km² es agua.

## Demografía
Según el censo de 2010, había 182 personas residiendo en el municipio de Rock. La densidad de población era de 1,96 hab./km². De los 182 habitantes, el municipio de Rock estaba compuesto por el 97,8 % blancos, el 0,55 % eran amerindios y el 1,65 % eran de una mezcla de razas. Del total de la población el 2,2 % eran hispanos o latinos de cualquier raza.